# قله چیپائف
قله چیپائف (به لاتین: Chapaev Peak) یک کوه در قرقیزستان است که در شهرستان آق‌سو، قرقیزستان واقع شده‌است. قله چیپائف ۶٬۳۷۱ متر بالاتر از سطح دریا واقع شده‌است.